# Aethiothemis discrepans
Aethiothemis discrepans is een libellensoort uit de familie van de korenbouten (Libellulidae), onderorde echte libellen (Anisoptera).
De wetenschappelijke naam Aethiothemis discrepans is voor het eerst geldig gepubliceerd in 1969 door Lieftinck.